# Провінція Любляна
Провінція Любляна (італ. Provincia di Lubiana, словен. Ljubljanska pokrajina, нім. Provinz Laibach) була провінцією Королівства Італія і Нацистської Німеччини як Операційна Зона Адріатичного Узбережжя під час Другої Світової війни. Була утворена 3 травня 1941 року з території, окупованої італійськими військами після вторгнення військ Осі в Югославію, і була ліквідована 9 травня 1945 року, коли югославські партизани звільнили її від нацистської окупації. Адміністративним центром була Любляна.

## Територія
Провінція Любляна була утворена на території Королівства Югославія окупованої італійцями — Дравська Бановина, яка була поділена між Нацистською Німеччиною і Королівством Італія в квітні 1941 року.
Основна частина її території була:
- Нижня Крайна, (за винятком смуги землі вздовж річки Сава, окупованої Третім Рейхом).
- Східна частина Внутрішньої Крайни (сучасні муніципалітети Логатець, Церкниця, Блоке і Лошка Долина).
- Місто Любляна і його південні передмістя. Північні передмістя (частини Шишки й Бежиграду) знаходились під окупацією Німеччини.

## Адміністрація

### Італійський період

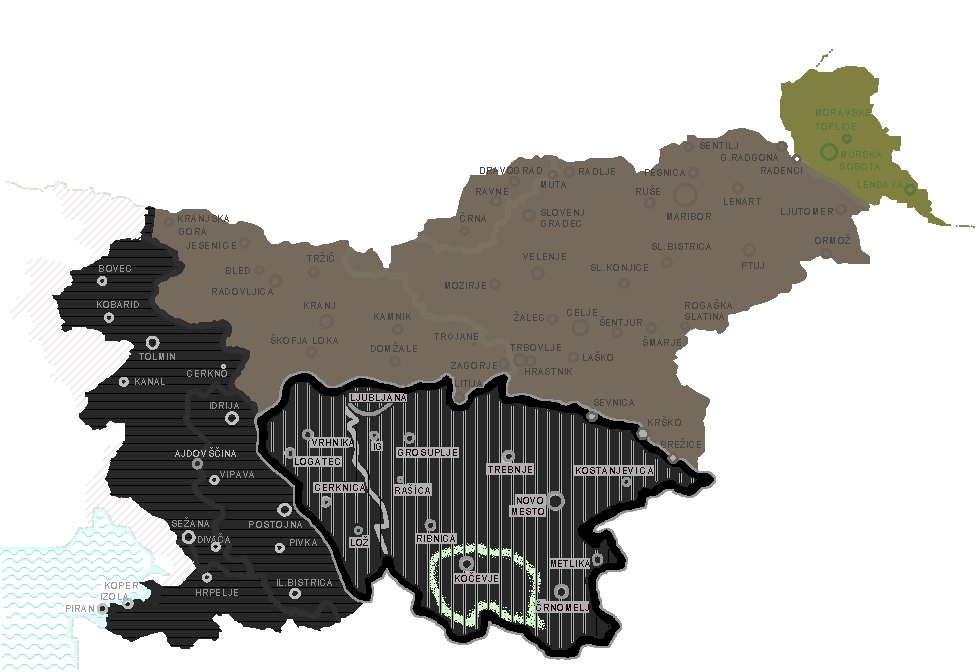
Провінція Любляна під італійським кермом

Край було окуповано фашистською Італією в квітні 1941 року, але тільки в травні 1941 року його було офіційно анексовано Королівством Італія під назвою Provincia di Lubiana. Провінція була утворена як адміністративна одиниця Італії. Хоч провінція вважалась частиною Італії, але вона мала особливий статус. Від інших провінцій вона відрізнялась тим що була в введенні Верховного комісара, призначеного урядом Італії. Верховний комісар мав ті самі повноваження, що і префект в інших італійських провінціях, але з більшими повноваженнями.
Провінція мала політичну та адміністративну автономію, деякі привілеї були надані місцевим словенцям. Більшість муніципальних органів влади, обраних під час загальних виборів Королівства Югославія, продовжували працювати. Судова влада й місцева адміністрація були збереженні.
Італійська і словенська мова отримали офіційний статус, а також статус адміністративної мови.
Більшість словенських закладів культури й освіти, що мали національне значення, на кшталт, Люблянського університету і Академії наук і мистецтв, були збережені. Освіта на словенській мові була збережена, хоч італійська була обов'язковою другою мовою. Населення провінції було звільнено від військової служби в італійській армії.
Крім того, Рада була створена як консультативна рада Управління Верховного Комісара. Вона складалася з місцевих економічних і професійних об'єднань, а також тих лідерів політичних партій, які були згодні співпрацювати з італійською владою.
Початкова політика італійських окупаційних сил відрізнялась від насильницької фашистської політики італізації, прийнятої в інших частинах Італії. Крім того, вона була значно лояльнішою ніж політика під час нацистської окупації Словенії. В період з квітня по червень 1941 року десятки тисяч словенців з окупованих німцями Нижньої Штирії і Верхньої Крайни втекли в провінцію Любляна.
Початкова толерантна політика італійської адміністрації тем не менш не могла тривати довго. Після утворення фронту визволення словенців і появи партизанського спротиву, населення провінції було повергнуто жорстоким репресіям.

### Німецький період (1943—1945)
Після капітуляції Італії в вересні 1943 року, провінція була окупована Нацистською Німеччиною. Провінція була збережена в її минулих кордонах, а також були збереженні основні напрямки самоврядування. Провінція була включена в Операційну Зону Адріатичного Узбережжя. Скасована 9 травня 1945 року.

## Військо
Для захисту провінції Любляна і співпраці з країнами Осі було засновано декілька організацій. Були дві головні: Біла Гвардія і Синя Гвардія. Вони були військово-політичними організаціями.
Керманичі цих військових угруповань, до початку Другої Світової війни, агітували за співпрацю словенців з Першою Австрійською Республікою замість Югославії.
Члени цих підрозділів, були набрані в основному з молоді і незаможних селян.
Словенській Альянс бувло створено за для співпраці з окупаційними військами.
Після капітуляції Італії, Синя Гвардія була розпущена, а більшість членів Білої Гвардії були заарештовані або знищенні. Інші частини увійшли до складу Словенського домобранства яку очолив колишній генерал югославської королівської армії Леон Рупник. Він становиться начальником провінціального маріонеткового уряду провінції Любляна і вступає на службу Третього Рейху.
На боці союзників був Визвольний фронт Словенії, який було сформовано 27 квітня 1941 року по рішенню Центрального комітету Комуністичної партії Словенії.

## Скасування
Територія провінції Любляна після Другої Світової війни була об'єднана з рештою словенських земель, які знаходились під контролем Тіто і утворили Народну Республіку Словенія в 1947 році.